# Мохначёва, Людмила Фёдоровна
Людмила Фёдоровна Мохначёва (род. 1944 год, Москва) — советская конькобежка, экс-рекордсменка СССР на 3000 метров, чемпионка СССР и бронзовый призёр чемпионата СССР. Мастер спорта СССР международного класса (1969). Выступала за команду ВФСО «Динамо» (Москва) и ДСО «Буревестник» (Москва).

## Биография
Людмила Мохначёва, коренная москвичка, увлеклась катанием на коньках в возрасте 10 лет. Она пришла на стадион Юных пионеров, наслышавшись о замечательных победах советских спортсменок, где продолжила тренироваться. 
В 1963 году, когда училась в Московском радиомеханическом техникуме, она выполнила второй разряд, но выше третьего места на первенстве Москвы не поднималась. 
В 1964 году появилась на стадионе «Динамо», где встретилась с её будущим тренером Верой Постниковой и результаты пошли в гору. В том же году поступила в Московский авиационный институт.
В 1967/1968 годах Людмила проводила свой первый сезон, увеличив интенсивность тренировок в несколько раз. В 1968 году дебютировала на первенстве страны и заняла в многоборье 13-е место. Большой успех пришёл к ней на матче городов, который проводился в декабре, в канун Нового года в Горьком. Там она смело заявила о себе, одержав победы на дистанциях 1500 и 3000 метров. 
В январе 1969 года на чемпионате СССР в классическом многоборье победила на дистанциях 1500 и 3000 метров, став сразу чемпионкой страны в абсолютном зачёте. В феврале на дебютном чемпионате мира в классическом многоборье в Гренобле заняла высокое 5-е место. 
В 1970 году на чемпионате СССР стала бронзовым призёром в общем зачёте. Тогда же на чемпионате Европы в Херенвене заняла 11-е место в многоборье.
Она выступала в национальных соревнованиях в 1971-1974 годах, но на чемпионате СССР высоких мест больше не занимала. В 1972 году стала чемпионкой Москвы в сумме многоборья. В последние годы выступала за столичный ДСО «Буревестник» и в 1974 году завершила спортивную карьеру.

## Личная жизнь
Людмила Мохначёва в 1967 году окончила МАИ. Живёт и работает в Москве.